# Kod
Kod fou un estat tributari protegit, una thikana feudataria de Dhar amb una població de 3.239 habitants, una superfície de 57 km² i uns ingressos de 5.532 lliures, governada pel clan Fatehsingot dels rajputs rathors. L'ancestre fou Maharaj Dalpat Singh, germà petit de Ratan Singh de Ratlam. El primer thakur fou Fateh Singh el 1686, que fou el fundador del clan Fatehsinghot. El 1918 va pujar al tron el thakur Parbat Singh.